# Jakob Neser
Jakob Neser (ur. 30 grudnia 1883 w Ludwigshafen-Friesenheim, zm. 25 maja 1965 w Ludwigshafen am Rhein) – niemiecki zapaśnik walczący w stylu klasycznym. Olimpijczyk ze Sztokholmu 1912, gdzie zajął czwarte miejsce w wadze ciężkiej.
Mistrz świata w 1911; drugi w 1913. Wicemistrz Europy w 1912 roku.
Wicemistrz Niemiec w 1919 roku.

## Letnie Igrzyska Olimpijskie 1912
| Konkurencja             | Rundy eliminacyjne        | Rundy eliminacyjne       | Rundy eliminacyjne | Rundy eliminacyjne     | Rundy eliminacyjne     | Rundy eliminacyjne   | Klas. końcowa |
| Konkurencja             | Przeciwnik I              | Przeciwnik II            | Przeciwnik III     | Przeciwnik IV          | Przeciwnik V           | Przeciwnik VI        | Miejsce       |
| ----------------------- | ------------------------- | ------------------------ | ------------------ | ---------------------- | ---------------------- | -------------------- | ------------- |
| +82,5 kg styl klasyczny | Nikolajs Fārnasts (RUS) Z | Barend Bonneveld (NED) Z | Johan Olin (FIN) P | Adolf Lindfors (FIN) Z | Kalle Viljamaa (FIN) Z | Yrjö Saarela (FIN) P | 4.            |